# 554e Infanteriedivisie (Duitsland)
De Duitse 554e Infanteriedivisie (Duits: 554. Infanterie-Division) was een Duitse infanteriedivisie tijdens de Tweede Wereldoorlog. De divisie werd opgericht op 15 februari 1940 en deed uitsluitend dienst aan het westfront.
Op 15 februari werd de divisie opgericht uit de Divisionstab z.b.V. 441 als onderdeel van de 9. Welle. De eenheid werd belast met de verdediging van de Westwall aan de Oberrhein.  Na de Slag om Frankrijk, waar het als onderdeel van het 7e Leger aan deelnam, werd de divisie op 13 augustus 1940 ontbonden.

## Commandanten
| Naam                          | Rang            | Begin            | Eind             |
| ----------------------------- | --------------- | ---------------- | ---------------- |
| Anton Freiherr von Hirschberg | Generalleutnant | 15 februari 1940 | 13 augustus 1941 |

## Samenstelling
- Infanterie-Regiment 621
- Infanterie-Regiment 622
- Infanterie-Regiment 623
- Artillerie-Regiment 554
  - I. Abteilung
  - II. Abteilung
  - III. Abteilung
- Beobachtungs-Abteilung 554
- Nachrichten-Kompanie (later, Abteilung) 554
- Versorgungseinheiten 554